# Callistemon montanus
Callistemon montanus är en myrtenväxtart som beskrevs av Cyril Tenison White och Stanley Thatcher Blake. Callistemon montanus ingår i släktet lampborstar, och familjen myrtenväxter. Inga underarter finns listade i Catalogue of Life.